# 薛瑞 (台湾镇总兵)
薛瑞，山東人，清朝军事人物。

## 生平
1748年（乾隆13年）奉旨接任馬龍圖擔任台灣鎮總兵。是台灣清治時期此期間，受台灣道制約的台灣地區最高軍事首長。